# Gekko siamensis
Gekko siamensis es una especie de geco de la familia Gekkonidae. Es endémica del centro-este de Tailandia. Habita en bosques y roquedos calizos. Se alimenta de insectos de gran tamaňo. Pone dos huevos que tardan entre tres y seis meses en eclosionar.